# Kairat Ashirbekov
Kairat Abikhanovich Ashirbekov - em cazaque e russo, Қайрат Әбиханұлы Әшірбеков, transliterado para Qayrat Äbïxanulı Äşirbekov (Shymkent, 21 de outubro de 1982) é um ex-futebolista cazaque que atuava como meia-atacante.

## Carreira
Destacou-se atuando por 2 clubes: o Aqtöbe (141 jogos e 37 gols entre 2002 e 2007) e o Ordabasy, seu primeiro time como profissional (entre 1999 e 2000, usou os nomes FC Sintez e FC Dostyk) e pelo qual atuou em 185 partidas entre 2010 e 2018 (ano de sua aposentadoria, aos 36 anos) com 16 gols marcados. Jogou ainda por Taraz, Shakhter Karagandy e Lokomotiv Astana.

## Seleção Cazaque
Pela Seleção Cazaque, Ashirbekov jogou 16 vezes entre 2006 e 2008, fazendo 2 gols.

## Vida pessoal
Em 2009, na Academia de Esportes e Turismo do Cazaquistão, defendeu sua tese de um candidato de ciências pedagógicas, com o tema "Fundamentos científicos e práticos da formação de jovens jogadores de futebol altamente qualificados".

## Títulos
- Campeonato Cazaque: 2005 e 2007
- Copa do Cazaquistão: 2011 e 2012